# Neptis boholica
Neptis boholica är en fjärilsart som beskrevs av Moore 1899. Neptis boholica ingår i släktet Neptis och familjen praktfjärilar. Inga underarter finns listade i Catalogue of Life.